# Pithos

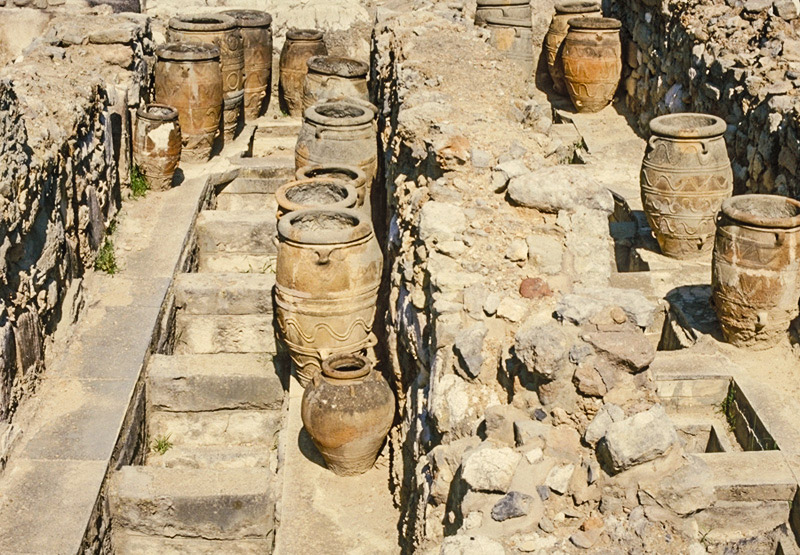
Pithoi a Cnosso

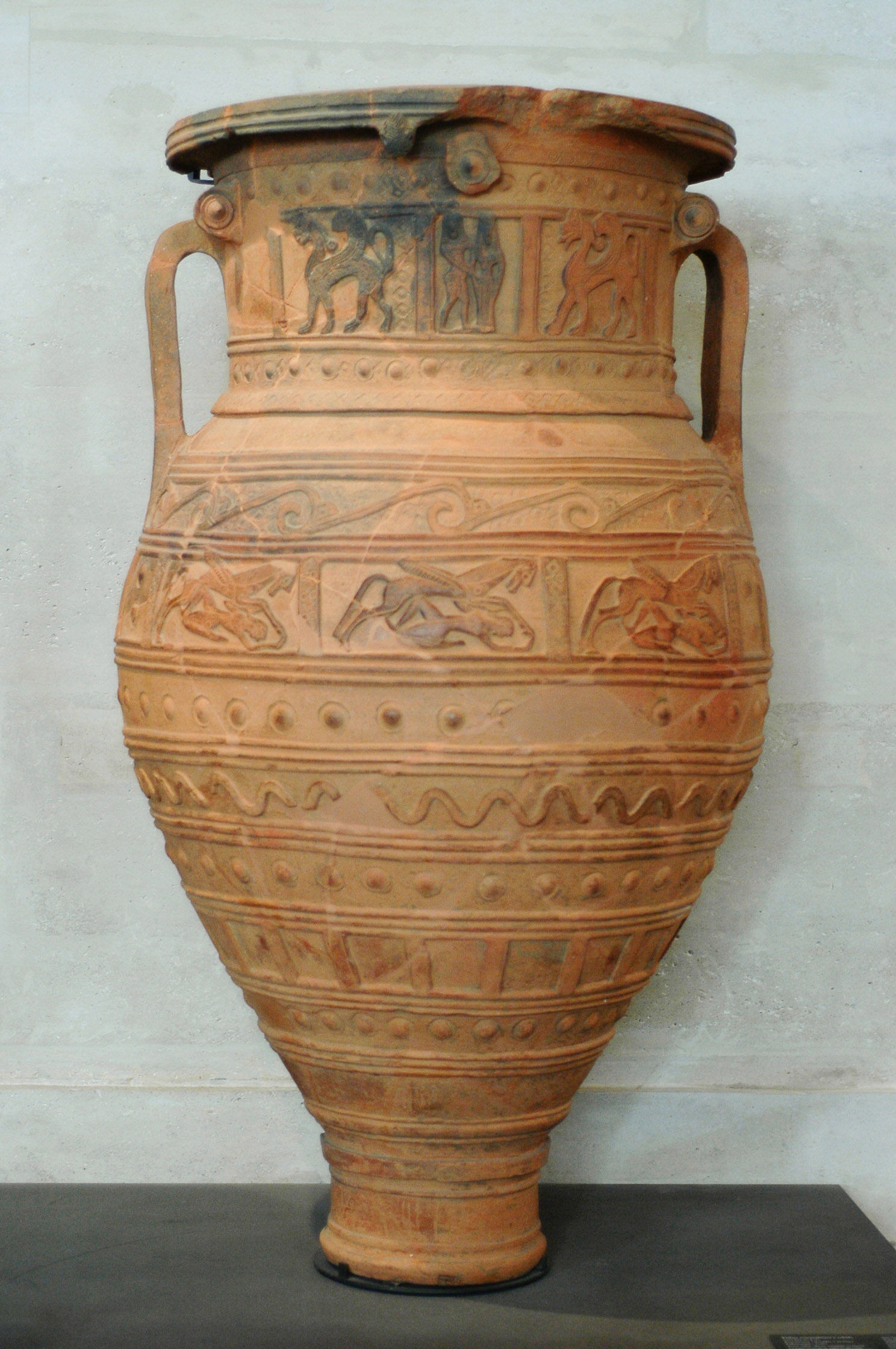
Pithos greco proveniente da Creta

Il pithos (plurale pithoi), talvolta detto anche pithari (plurale pitharia), è un'antica parola greca (πίθος, πίθοι) che significa grande giara per immagazzinamento avente una forma caratteristica. Originariamente questo termine veniva usato dagli archeologi classici occidentali per indicare le giare scoperte negli scavi a Creta e in Grecia; attualmente il termine è stato preso nella lingua inglese americana in un senso più generale per significare una giara di immagazzinamento proveniente da un orizzonte culturale qualsiasi.

## Pithos e fiscus
Sebbene la parola sia greca, molti dei pithoi dell'antico Mediterraneo non furono prodotti dagli abitanti della Grecia continentale; per esempio, essi sono noti a Creta e nel Levante in contesti non-ellenici. Molti pithoi furono trovati nel Palazzo di Cnosso e nell'antico relitto di Uluburun. Anche l'antica cultura iberica di El Argar usava pithoi per sepolture nella sua fase B (1500-1300 a.C.).
Il pithos è meglio noto nella sua forma latina come fiscus, dove i fondi venivano immagazzinati. Qualsiasi cosa potrebbe essere posta in un pithos; tuttavia, i pithoi furono usati principalmente per cereali, semi, vino e olio; furono inoltre associati comunemente al centro amministrativo e commerciale, il quale trasportava, teneva o ne riceveva grandi quantità.
I pithoi furono quasi universalmente di ceramica, materiale ideale per tenere fuori l'acqua, lo sporco, gli insetti e i roditori. La maggior parte erano alti quanto o più di un essere umano. La base era piatta in modo che potessero essere sistemati in fila in un magazzino o allineati lungo un eventuale corridoio o strada di passaggio, o anche sui gradini delle scale. I lug o più raramente i più fragili manici erano situati ai lati superiori per agevolarne il maneggiamento. Alcuni pithoi furono situati in buchi del pavimento. Essi venivano manovrati con funi. Alcuni vasi mostrano funi decorative in bassorilievo.
L'utilità di un pithos per immagazzinamento sfortunatamente era tutta troppo facilmente volta a vantaggio del nemico, il quale doveva soltanto urtare un pithos pieno di olio e toccarlo con una fiaccola per produrre una grande conflagrazione. La maggior parte dei palazzi dell'età del bronzo egea furono bruciati in una maniera o nell'altra proprio in questo modo.
Riguardo a più note positive, l'estesa area di superficie di un pithos era un campo allettante per la decorazione. Per esempio, i pithoi recuperati a Cnosso mostravano disegni in bassorilievo di funi simulate. La migliore decorazione era riservata per il vasellame da tavola e servizio, ma la maggior parte dei pithoi hanno alcuni tipi di motivi o scene, molto spesso in bassorilievo, e ornati con bande intorno alla giara.
Come la ceramica delle vasche da bagno di alcuni periodi, la dimensione di un pithos lo rendeva adatto per una più conveniente cassa da morto, specialmente dove il legno scarseggiava. Esiste l'attestazione di sepolture nel Medio Elladico a Mycenae, a Thapsos e a Creta dove le ossa del defunto venivano poste dentro i pithoi.